# Rouffignacgrottan

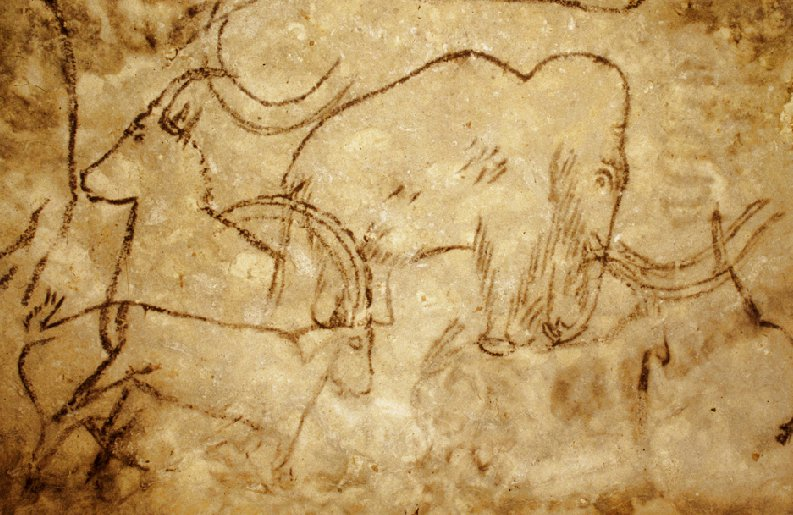
Grottmålningar föreställande stenbock och mammut.

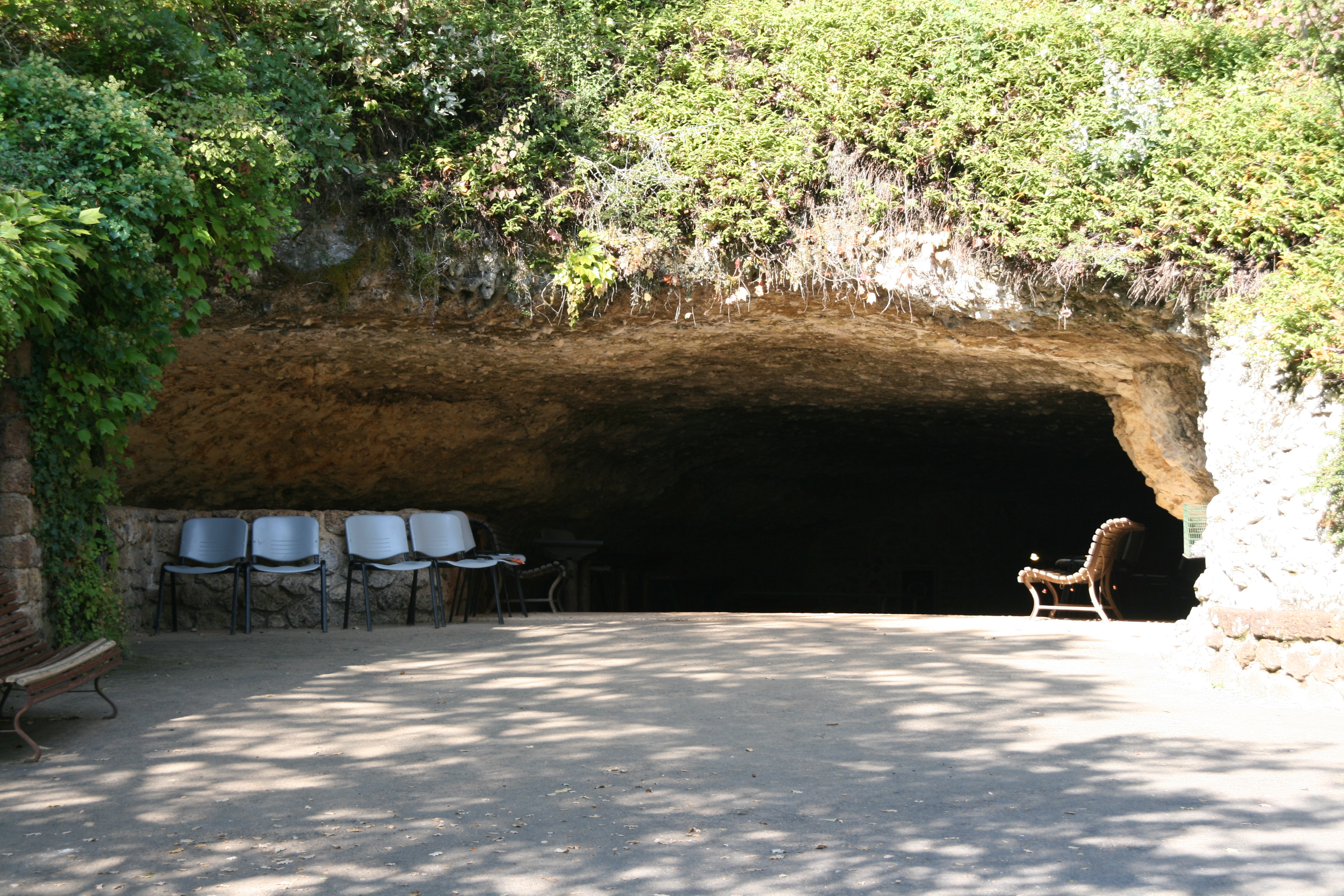
Ingången till grottan.

Rouffignacgrottan är belägen i kommunen Rouffignac-Saint-Cernin-de-Reilhac i Dordogne i sydvästra Frankrike. Det flera kilometer djupa grottsystemet är känt för paleolitiska grottmålningar från omkring 20 000 f.Kr. Bland annat avbildas mammutar och ullhårig noshörningar.